# Софиевка (Акмолинская область)
Софиевка (каз. Софиевка) — село в Целиноградском районе Акмолинской области Казахстана. Административный центр Софиевского сельского округа. Код КАТО — 116671100.

## География
Село расположено на берегу реки Коянды, в восточной части района, на расстоянии примерно 62 километров (по прямой) к северо-востоку от административного центра района — села Акмол.
Абсолютная высота — 329 метров над уровнем моря.
Климат холодно-умеренный, с хорошей влажностью. Среднегодовая температура воздуха положительная и составляет около +3,9°С. Среднемесячная температура воздуха в июле достигает +20,2°С. Среднемесячная температура января составляет около -14,7°С. Среднегодовое количество осадков составляет около 400 мм. Основная часть осадков выпадает в период с июня по август.
Ближайшие населённые пункты: село Жабай — на востоке, село Коянды — на юге, село Опан — на севере.
Близ села проходит автодорога республиканского значения — Р-4 «Астана — Ерейментау — Шидерты».

## Население
В 1989 году население села составляло 1368 человек (из них русские — 40%).

В 1999 году население села составляло 1416 человек (699 мужчин и 717 женщин). По данным переписи 2009 года, в селе проживало 2013 человек (1021 мужчина и 992 женщины).
| Численность населения | Численность населения | Численность населения |
| 1989                  | 1999                  | 2009                  |
| --------------------- | --------------------- | --------------------- |
| 1368                  | ↗1416                 | ↗2013                 |

## Транспорт
Транспортное сообщение с городом Астана обеспечивается пригородными маршрутами № 317 .